# Sciophila gutianshana
Sciophila gutianshana är en tvåvingeart som beskrevs av Wu 1995. Sciophila gutianshana ingår i släktet Sciophila och familjen svampmyggor.
Artens utbredningsområde är Zhejiang (Kina). Inga underarter finns listade i Catalogue of Life.